# Свети Николай (Сяр)
„Свети Николай“ (на гръцки: Αγίος Νικολάος) е средновековна църква в Егейска Македония, Гърция. Църквата е разположена в крепостта на град Сяр (Серес). Част е от енорията „Света Марина и Свети Антоний“ на Сярската и Нигритска митрополия на Църквата на Гърция.
Храмът е двуетажна сграда, издигната в XII век за черкуване на войниците от серския гарнизон. Криптата, която се намира на източната страна, е използвана за гробище.
В началото на 1913 година Богдан Филов посещава Сярската крепост и споменава и църквата:
| „ | Калето е градено от речни камъни с хоросан без керемиди. Освен голямата кула, запазени са още една по-малка и много части от стените, а така също и полуразрушена византийска църква във вид на кръст със съборен купол. | “ |

В 1925 година църквата е обявена за защитен паметник на културата.
По време на разкопки в 1926 година са намерени останки от стенописи и находки, които се свързват с епохата на Палеолозите. В 1937 година църквата е реставрирана върху останките на църква от XVII век, но архитектурният облик е променен и реставрацията се смята за неуспешна.